# Léon Broquet
Pour les articles homonymes, voir Broquet (homonymie).
Espérance Léon Cléophas Broquet, dit Léon Broquet, né à Paris le 1er novembre 1869 et mort le 29 décembre 1935 à Châteauroux, est un artiste peintre et graveur français, ayant exercé son art principalement en peinture de paysage, marines, peinture d'histoire.
Élève de Claude Monet, Antoine Guillemet et Alexandre Nozal, il réalise beaucoup d’huiles sur toile, mais également des gravures en eau-forte, des aquarelles et des peintures murales. Renommé comme peintre aux armées durant la guerre 1914-1918, il part vers 1929 rejoindre le groupe des peintres de Concarneau. Il expose au Salon des artistes français à Paris de 1901 jusqu'en 1931, et recevra une médaille de seconde classe en 1912 pour L’hiver au marais, effet de neige, qui le classa hors-concours pour le reste de sa carrière. Il est le bisaïeul de la peintre et dessinatrice Virginie Broquet.

## Biographie

### Débuts
Léon Broquet naît dans le 5e arrondissement de Paris le 1er novembre 1869.
Il réalise une carrière principalement de peintre de paysage, de scènes de genre et marines parcourant l'hexagone de Gravelines dans le Nord, Marcilly-sur-Seine dans la Marne à Martigues sur la Méditerranée. Il demeure en 1901 au 15 rue du Marché à Puteaux, en 1902 Villa des Chardons, à Garches. 
Marié à Louise Eugénie Chevalier, il est père de trois enfants (son aquarelle Sur l'eau illustrant la couverture des Annales politiques et littéraires du 2 juillet 1922 les représente). Il peint des paysages de la région parisienne dont L'Étang de Ville d’Avray exposé au Salon de 1904. Dès 1904, il demeure au 12 quai de Seine à Marcilly-sur-Seine qu'il affectionnera jusqu'en 1929,, il y peint de nombreuses toiles représentant la ville et la campagne champenoise. Il confie le soin à son beau-frère voisin et ébéniste d'encadrer certaines de ses œuvres. Il réalise des décors pour des maisons bourgeoises aux alentours de Marcilly.

### Première Guerre mondiale
Pendant la Grande Guerre, âgé de 45 ans, il s'engage et se fait incorporer dans le 2e escadron du 4e hussard en premières lignes dans l'action des tranchées de La voie sacrée. Il commence la guerre par esprit national avant tout comme militaire et non comme peintre (au début de la guerre, seul le Musée de l'Armée envoyait en mission des artistes sur le front. Ce n’est que le 8 novembre 1916 qu'un arrêté du sous-secrétaire d’État des Beaux-Arts Albert Dalimier, institue les missions de peintres aux armées, la Première Guerre mondiale a consacré la suprématie de la photographie et du cinéma pour fixer la « vérité » des combats, et a marqué la fin de la grande peinture d’histoire militaire ; le ministère de la Guerre, puis celui des Beaux-Arts ont cependant organisé des missions officielles de peintres au front, qui présentent leurs œuvres dans des salons). En 1917, il est nommé peintre aux armées et demande à repartir au front. Il y dessine et peint durant toute la guerre des œuvres qui lui vaudront sa notoriété, il est félicité et reconnu depuis ses camarades de troupes jusqu'au chef des Armées le Maréchal Pétain. Léon Broquet échange de très nombreux courriers avec le Musée de l'armée dès le début du conflit et jusqu'en 1930, ces derniers ainsi que ceux échangés en interne au sein du musée mettent en lumière la vie de Léon Broquet, vie privée ou vie au front, ils sont archivés au Musée de l'Armée Hôtel des Invalides. 
Son camarade sur le front, le peintre et dessinateur réaliste Lucien Jonas qui publia dans la presse durant toute la guerre notamment dans L'Illustration réalise un fusain qui représente l'artiste sur le front en train de dessiner avec cette mention manuscrite « A mon ami Léon Broquet, le vaillant et puissant peintre-soldat 21 mars 1917 ».
F. de Joannis dit de Léon Broquet « La vie, au long de ses courbes cruelles ou heureuses, a entrainé ce visionnaire apte à saisir toutes les figures humaines, elle l'a mis d'abord à l'épreuve de la douleur et de la peine. Il est en peinture une expression pathétique, une clameur, un rythme brisé d'élans impétueux et de poignants recueillements ».

L'extrait suivant de l'étude par L'histoire par l'image de deux dessins au fusain La reprise de mondement réalisés par Léon Broquet caractérise de façon générale ses œuvres de cette période : 

« on lui doit de nombreux dessins de ce type, réalisés au moment de l’action et suivant son déroulement. Elles sont annotées par l’artiste, qui décrit chaque scène ainsi représentée, ce qui confère à son œuvre une valeur documentaire appréciable, renforcée par le caractère réaliste du trait...
Les deux images, réalisées sur le vif, rendent parfaitement compte de cette « guerre de mouvement » qui caractérise tout assaut et plus généralement la première bataille de la Marne.
De la guerre tout d’abord : dans une optique réaliste, l’artiste n’a pas gommé la violence des combats puis qu’il représente, sur la première image, un cadavre mais aussi un soldat en train de mourir. C’est aussi avec une grande précision, presque documentaire, que sont rendus les équipements et la manœuvre d’assaut des soldats, presque minute par minute. 
Du mouvement ensuite. Le premier dessin est marqué par le contraste entre le mur détruit immobile, et la mobilité des hommes qui s’y engouffrent en courant. Même séparée en deux groupes, la file des soldats semble avancer d’un même mouvement (légèrement en courbe, opposé aux murs plus anguleux) qui suit le bâtiment pour ensuite pénétrer sur la droite. Les hommes semblent ouvrir une brèche dans le dessin lui-même, qui offre alors une certaine profondeur, rendue par une sorte de perspective qui se distingue des murs à plat. On saisit alors la « percée » : celle de la bataille de Mondement, et, par extension, celle de la contre-offensive lancée par Joffre, qui sut, par endroits, enfoncer les lignes allemandes. Le second montre certes des soldats au repos, mais, semble-t-il, presque déjà prêts à repartir : un seul est assis, et ils sont toujours équipés. Surtout, le trait assez fluide ne les fige pas : ils sont certes arrêtés, mais pas immobiles. Cela renforce l’impression d’actualité qui se dégage des deux dessins, qui peignent l’action sur le vif. Si le fait que ces soldats soient des tirailleurs marocains est remarquable d’un point de vue historique, Broquet ne semble pas en faire un thème central de ses dessins. Il représente les choses telles qu’elles se déroulent, sans insister sur les détails « coloniaux ». Ce sont ici des soldats comme les autres, qui, héroïquement, ont contribué à cette victoire si importante. »

56 œuvres peintures, dessins et aquarelles Carnet de route d'un territorial font partie de la collection Henri Leblanc donnée à l'État le 4 août 1917 et ont rejoint les collections du musée franco-américain au Château de Blérancourt dans le pavillon des volontaires dès son inauguration le 11 septembre 1938, et le musée de l'Armée (Paris) - Hôtel des Invalides/Musée d'Histoire contemporaine. Dès le début du conflit, un couple d’industriels parisiens, Louise et Henri Leblanc, rassemble toute la documentation possible sur les causes de la guerre et son développement qu’elle soit officielle ou privée et quels qu’en soient le support ou la langue, notamment des journaux de tranchées et des œuvres comme celles de Léon Broquet. En 1917, les Leblanc font don de leur collection à l’État, la Bibliothèque-Musée de la guerre est née, aujourd'hui la BDIC.
50 des dessins sont reproduits dans l'édition Carnet de route d’un territorial, album no 1, batailles de la Marne et de la Champagne, Paris, Éditions d’Art guerrier, A. Le Prince.
Le livre 1914-1918 : la Grande Guerre vécue, racontée, illustrée par les combattants René Christian-Frogé, Paris, éditions A. Quillet 1922 met en valeur une dizaine de reproductions de ces œuvres sur la Grande Guerre.

### Carrière et notoriété
Après la guerre, il revient dans sa maison de Marcilly-sur-Seine et dans son atelier de la cité Nicolas-Poussin au 242 boulevard Raspail à Paris. Comme le rappelle F. de Joannis, pour sujets de peinture, « il recherche les lieux où la vie s'atteste plus intense, où l'âme y est toute présente, ardente ou recueillie. Il respecte l'inspiration de la nature, la vérité donne à ses toiles leur dominante. Quand il peint des sujets, ses œuvres font transparaitre, dans une vision énergique, le moment qu'il a passé avec eux, il a été à l'épreuve de la joie et de la détresse de ses sujets ».
Le 8 août 1926, le temps d'une virée entre amis, il fête avec un groupe de peintre la Proclamation de l'état libre des Glénan (Archipel des Glénan au sud de Concarneau), dans le livre Le Cercle de mer qui retrace cet évènement, Léon Broquel (pour Léon Broquet) se proclame Le Roi des États Libres des Glénan.
Devenu un peintre respecté, sa renommée devient internationale et plusieurs de ses toiles sont acquises par des musées français et étrangers.

### Concarneau

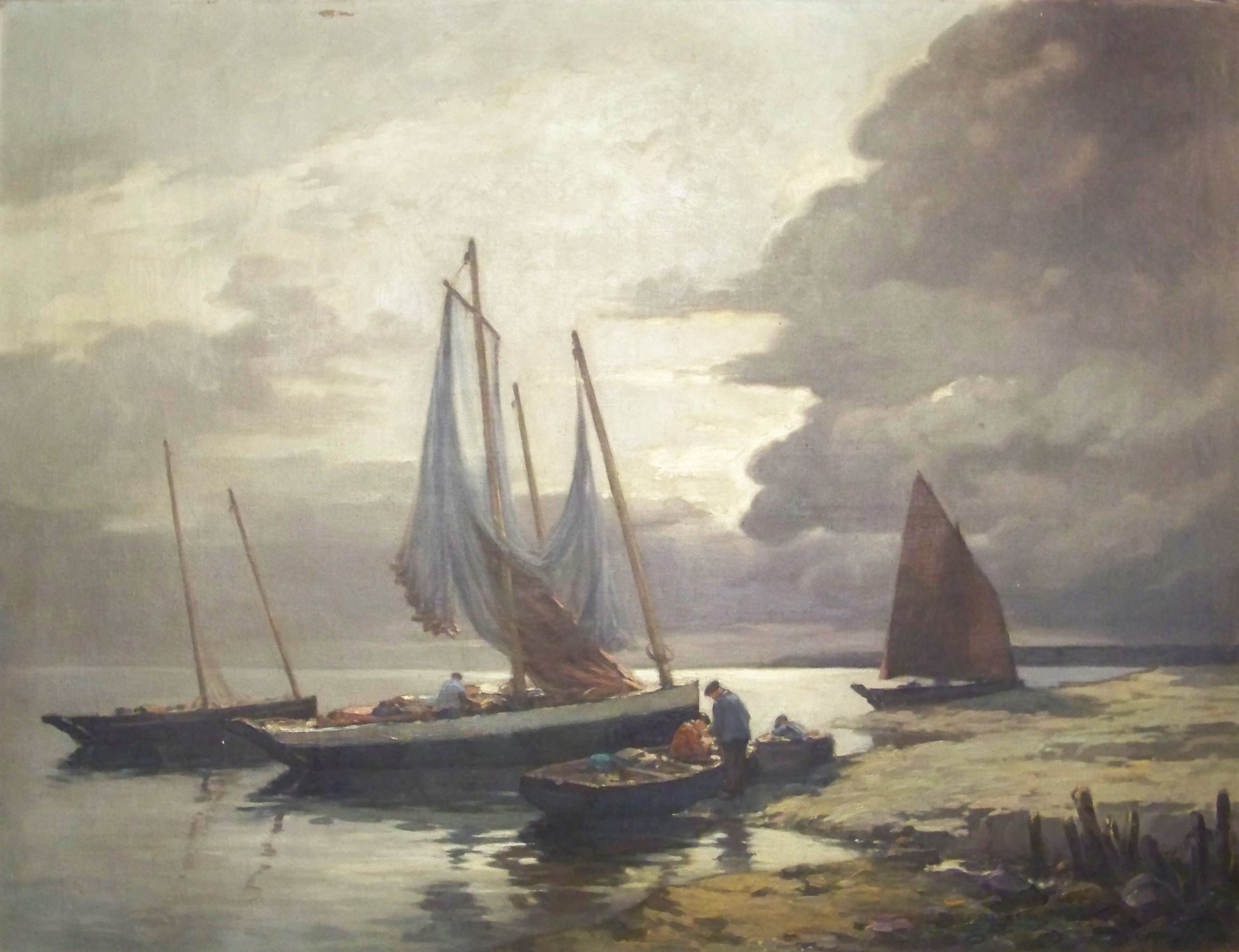
Marine par Léon Broquet

Vers 1929, âgé de 60 ans et veuf, il descend à Concarneau à l'Atlantic Hôtel qu'il connait bien. Il fait la connaissance d'Anna Marie Corentine Le Du, qu'il épouse le 10 octobre 1929. Mariage auquel assistaient les peintres Lucien-Victor Delpy, Victorien Harel (Coran d’Ys), Henri Barnoin, Paul Eschbach, l'encadreur Hervé Gorrec, et le photographe Louis Le Merdy. Le couple habite quelques années dans le quartier du Passage-Lanriec au 40 rue Mauduit-Duplessis et adopte une nièce. Le port de Concarneau et ses environs mais aussi le Pays bigouden et Ouessant deviennent alors les sources d'inspiration du peintre. Il réalise également quelques décors pour différents établissements de la région dont le grand hôtel de Cornouailles à Concarneau, la frise maritime du restaurant Ti Chupen Gwenn en 1928. En décembre 1932 il assure la rénovation des décors de scène du théâtre municipal de Quimper, actuel théâtre Max-Jacob, les décors donnent pleine satisfaction à la commission réunie qui lui octroie une prime supplémentaire, parmi ces décors on peut admirer entre autres un fond de ciel et mer, un paysage champêtre, un fond de ville avec rivière, une balustrade avec terrasse, un intérieur de chaumière, une toile représentant une chapelle gothique, et un grand salon bourgeois. Il occupe aussi à cette époque les fonctions de chef décorateur de la compagnie anglaise Waring & Gillow (en). Le restaurant de Mélanie Rouat à Riec-sur-Bélon connu pour sa promotion des peintres et visité par le tout Paris à cette époque voit sa salle décorée de sept de ses peintures. Le couple voyage avant de s'installer définitivement à Châteauroux, au 48 rue des Américains où Léon Broquet établit une école de peinture et y meurt le 29 décembre 1935.

## Expositions et critiques

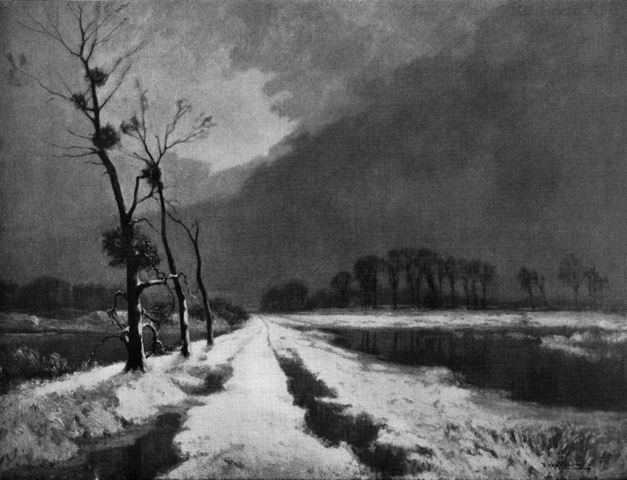
L'Hiver au marais, effet de neige (médaillé salon 1912) par Léon Broquet

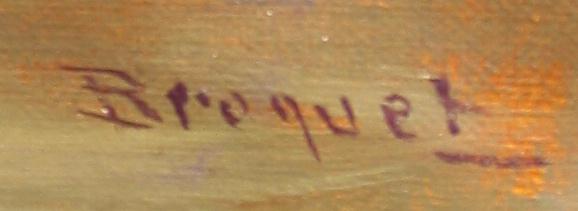
Signature de Léon Broquet.

Léon Broquet expose fréquemment au Salon des artistes français entre 1901 et 1931. Il y obtient une médaille de troisième classe en 1911 et une médaille de seconde classe en 1912 pour L'Hiver au marais, effet de neige, qui est représentée et commentée dans l'édition no 65 du Larousse mensuel illustré en ces termes : 

« Il n'y a dans cette toile importante que quelques flaques d'eau entre les trainées de neige, que quelques arbres dénudés montant vers le ciel. C'est dire que le sujet est exclusivement pictural. Mais l'artiste a su parfaitement donner à son paysage toute la profondeur désirable, non seulement par la perspective des lignes d'eau, mais encore par la perspective aérienne. Les tons sont dégradés avec une science impeccable: l'air bleuit les couleurs à mesure qu'augmente la distance entre le peintre et les objets ; et l'on peut observer comment les grands arbres qui se suivent en file du premier plan aux plans suivants ont été traités avec une très sûre gradation. Un autre rideau d'arbres, dans le fond, est noyé dans la brume. Le motif est particulièrement difficile à traiter pour les blancs neigeux : là encore, l'artiste a fait preuve d'une vision très délicate, et il a su donner, avec ce paysage pauvre sous un grand ciel gris, une impression de véritable grandeur : ce tableau lui a, du reste, valu une seconde médaille »

— Tr. L.
Il participe aussi au 1er Salon d'automne en 1903.
En 1910, la Chronique des Arts « goute ... les bords de rivière assez lumineux de M. Broquet » en référence à Matinée d'octobre qui est acquise par le musée de Provins. En 1914, la revue mensuelle Les Arts commente ainsi La fin des géants : « La féerie de la neige a tenté cette année bien des peintres… C'est la neige, spongieuse et fondante qui donne son charme à la toile de Broquet, la Fin des Géants ». La toile est acquise par la Mairie de Cenon (Gironde).
En 1919, il expose à Nantes Galerie d'art Mignon-Massard, 10 rue Boileau et L'Ouest-Éclair du 27 octobre consacre une longue colonne à son exposition.
La Gazette des beaux-arts loue en 1920 la qualité de ses gravures originales exposées au Salon des artistes français : « ses Pays de guerre, simples et larges ». En 1921, à Bagatelle avec l'association des artistes de Paris et du département de la Seine, on dit de lui dans la Revue des Beaux Arts que « de nombreux paysages témoignent de l'amour des peintres pour la nature :… en voici d'autres dus a des spécialistes attitrés : Aziere, Léon Broquet, Capgras, Nozal, Buffet, Montezin. »
De 1922 à 1926, il donne des expositions à la galerie Georges Petit de Paris. La même année, les Potins de Paris commentent « Broquet-Léon est sensible, il aime la symphonie des neiges, effet facile, et les paysages vêtus d'écharpes légères que tissent les brumes. Il sait fixer l'attrait fragile du printemps » ; plusieurs de ses illustrations sont présentées dans le livre 1914-1918 : la Grande guerre vécue, racontée, illustrée par les combattants : hommage au soldat français par M. le Maréchal Pétain (de René Christian-Frogé, préface de M. le Maréchal Foch, Paris, éditions A. Quillet). En 1923, le chroniqueur du Journal des débats politiques et littéraires du 30 avril commente le Salon et « recommande La Neige de Léon Broquet ». En 1926, l'exposition majeure du 16 au 30 novembre à la galerie Georges Petit compte 75 peintures et 40 esquisses, sanguines, aquarelles et dessins rehaussés et voit son catalogue agrémenté d'une présentation détaillée de l'artiste et de son œuvre dans une préface de 4 pages par F. de Joannis.
En 1927, L'Art et les Artistes mentionne aux Salon des artistes français « la saisissante relève à Verdun 1916 », œuvre commandée par l'état Ministère des beaux arts pour le musée de Saint-Malo. En 1928, la Gazette des beaux-arts rappelle la qualité de ses paysages « agréables et frais » exposés au salon et la revue L'Art et les Artistes souligne la qualité de ses paysages « tendant a reproduire la nature, en la vérité multiple de ses lignes et de sa couleur » et au Salon de Nantes 1928, le chroniqueur de L'Ouest-Éclair édition de Nantes commente ainsi ses œuvres dans l'édition du 25 juin 1928 : « M. Broquet-Léon élève de Claude Monet, a hérité de son maître l'amour des calmes paysages et l'habileté des tons chauds et doux. On s'éloigne avec regret du Paillon à l'Escarène et de la matinée à Marcilly. » En 1929, ses œuvres du Salon de Paris sont commentées dans le périodique L'Art et les Artistes en ces termes : « Hâtons-nous seulement de nommer, parmi les bons envois de 1929, aux Artistes français :…les effets de neige de Léon Broquet. » En 1929, son exposition à Ti Chupen Gwenn, chez M. et Mme Julien Le Clinche à Beuzec-Conq Concarneau est couverte de louanges par le journaliste de la Dépêche citant F. de Joannis dans le catalogue de l'exposition de 1926 : « Broquet-Léon caractérise tout ce que l'imagination peut évoquer autour de ce mot. Il est l'artiste type avec ses brusqueries, ses révoltes, ses duretés et ses merveilleuses douceurs… un artiste, et avec quelle simplicité. La liberté de sa forme est partie de son talent indépendant, gouverné seulement par le battement de son cœur et la réceptivité de son regard…! »
Le fascicule En Cornouaille par A. Verchin (Paris, Éditions Baudinière), est édité et illustré en 1930 de 33 crayons de Broquet-Léon. L'Art et les Artistes mentionne « Livre fort bien écrit et qu'on lit avec un plaisir d'autant plus grand qu'il est égayé par tout une suite de dessins charmants signés de Broquet-Léon ».
En 1932, sa rénovation des nombreux décors de scène du Théâtre municipal de Quimper donne toute satisfaction.
Ses œuvres sont exposées en 1936 pour la première fois au Salon de Saint-Nazaire. En 1938, le 11 septembre, ses œuvres de la Grande Guerre Carnet de route d'un territorial prennent place dans les expositions permanentes des nouvelles collection du musée de l'Armée (Paris) - Hôtel des Invalides, ainsi qu’au musée franco-américain - Château de Blérancourt inaugurées à cette date. En 1974, en avril une exposition lui est consacrée par la ville de Marcilly-sur-Seine présentant plusieurs de ses œuvres.

Œuvres de Léon Broquet
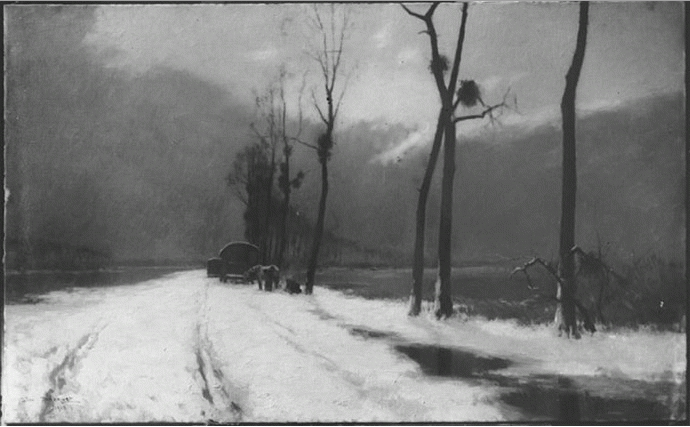
Les Cigales, roulottiers surpris par l'hiver (1913)
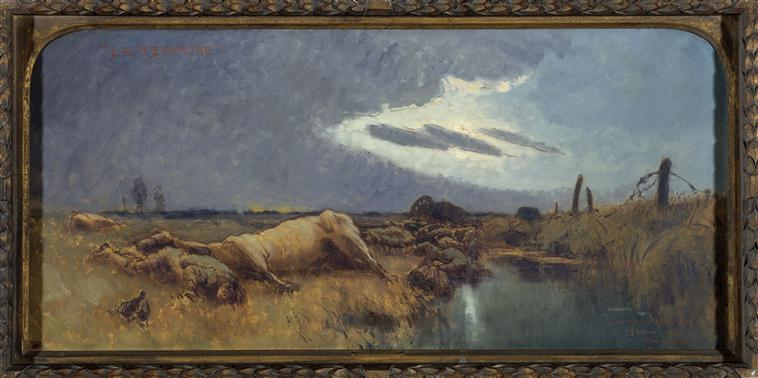
La Revanche. Le Petit Morin près Talus Saint-Prix (1914)
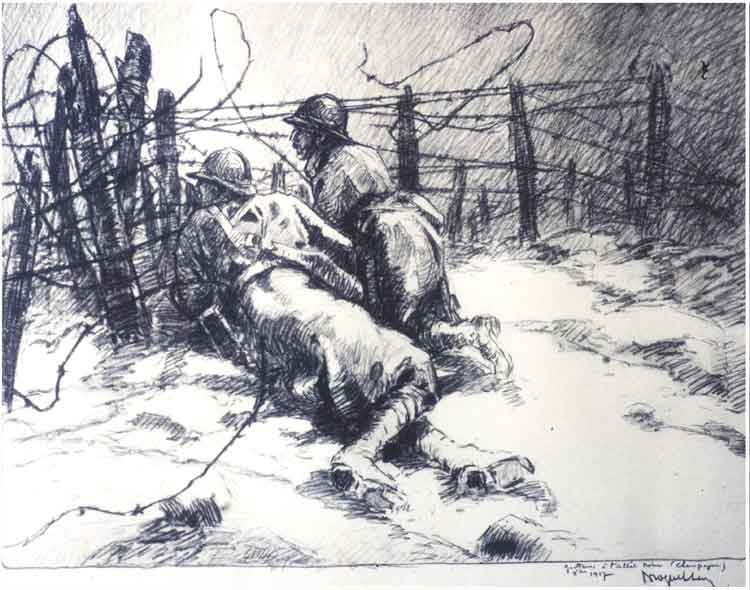
Guetteurs et barbelés (1917)
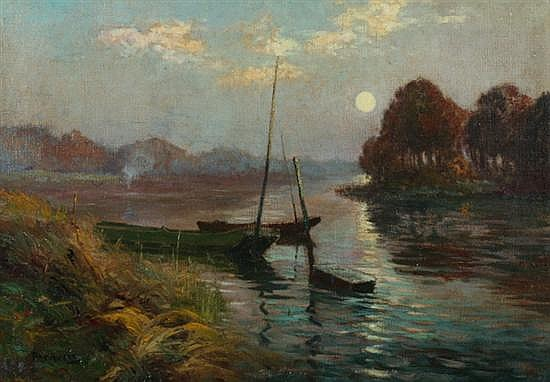
Bord de Lac
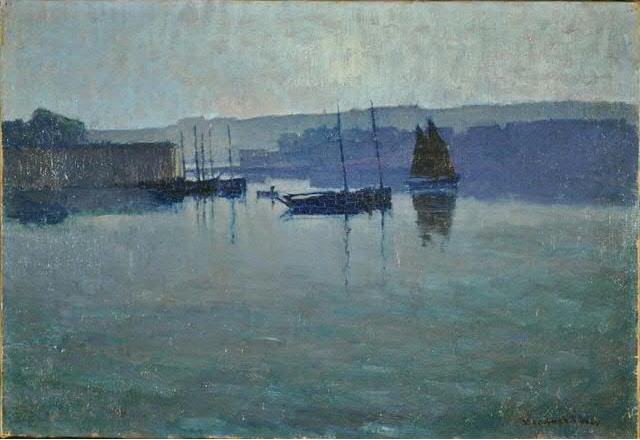
Entrée de port

## Liste d'œuvres exposées
- 1901 : Salon des artistes français (no 315) derniers rayons[1].
- 1902 : SAF (no 243) Le matin en septembre ; Villeneuve-l'étang[39].
- 1903 : 1er Salon d'automne Paris (no 98) Carrière abandonnée; Paysage[2].
- 1904 : SAF (no 276) L'étang, le soir ; Ville-d'Avray[40].
- 1906 : SAF (no 257) Soir d'hiver ; village champenois[41],[42].
- 1910 : Salon de l'école française.
- 1910 : SAF (no 309) Matinée d'octobre (musée de Provins).
- 1911 : SAF Poésie matinale, Désolation. (médaille de troisième classe)[22].
- 1912 : SAF L'Hiver au marais, effet de neige (médaille de seconde classe)[43], le dégel (acquis par l'état)[44], déclaré hors concours.
- 1913 : SAF Les Cigales; roulottiers surpris par l'hiver[45](musée d'Orsay).
- 1914 : SAF (no 300) La fin des géants (mairie de Cenon)[46],[24].
- 1918 : SAF (no 74)Batterie du 112AL prenant position pour l'offensive sous Craonne (mars 1917)[47].
- 1919 : SAF Le givre, le pont de la Tournelle (acquis par l'état musée du Luxembourg), Nuit claire à Concarneau.
- 1919 : Salon de Nantes paysages.
- 1920 : SAF Gravures originales Pays de guerre[27].
- 1920 : Galerie Marcel Bernheim[48].
- 1921 Association des artistes de Paris, Bagatelle[28].
- 1921 : SAF Les vieux peupliers.
- 1922 : Illustrations du livre 1914-1918 : la Grande guerre vécue, racontée, illustrée par les combattants, encart page garde, Les guetteurs, Le bois des zouaves, La relève à Rilly, Artillerie embourbée, L'hiver 1917-1918, Ma dernière vision de guerre[49].
- 1922 : SAF Mes enfants sur l'eau (Illustration du magazine les annales politiques et littéraires 2 juillet 1922).
- 1922 : Galerie Georges Petit (Paris) Notre Dame de Paris[50],[29].
- 1923 : SAF Route de Chatillon (musée de Laon), Avant la promenade (Illustration du magazine hebdomadaire Floréal no 20)[51].
- 1923 : Galerie Georges Petit.
- 1924 : SAF Avant la promenade, Sous les peupliers, Conflans le village en hiver.
- 1924 : Galerie Georges Petit, L'hiver.
- 1925 : SAF Printemps (Metropolitan Museum of Art New York).
- 1926 : Galerie Georges Petit (Paris), 75 peintures et 40 esquisses, sanguines, aquarelles et dessins rehaussés (catalogue de l'expo avec introduction de F.de Joannis)[52].
- 1927 : SAF Une relève à Verdun 1916 (commandée par l'état Musée de St Malo)[37],[53].
- 1928 : SAF Entrée de l'Escarène, Paysage[27].
- 1928 : Salon de Nantes, Le Paillon à l'Escarène, Matinée à Marcilly.
- 1929 : Exposition Le Clinche (Concarneau) L'église de la forêt; aquarelle, Procession de Tregouresz, Soleil sur le bassin, La cale à Douélan, En Bretagne, Littoral breton; frise.
- 1929 : SAF Les platanes, Hiver; détrempe[36],[54].
- 1929 : Galerie d'Art du Bon Marché, fusains, marines[55].
- 1930 : SAF Aux martigues, Le dégel (musée de Nouvelle-Zélande)[56].
- 1931 : SAF Neige au Soleil.
- 1930 : Illustrations du fascicule En Cornouaille[37].
- 1938 : Musée franco-américain et Musée de l'armée, carnet de route d'un territorial 56 œuvres guerre 1914-1918, exposition permanente depuis lors[57].

## Musées et Lieux publics
France
- Musée de l'Armée (Paris) - Hôtel des Invalides : œuvres de la Guerre 1914-1918
- Musée franco-américain (Blérancourt) - Château de Blérancourt : œuvres de la Guerre 1914-1918
- Musée d'Orsay : Les Gigales ; Roulottiers surpris par l'hiver (1913)[58].
- Musée de Provins et du Provinois (Provins) : Matinée d'octobre (1910)(non exposé)[59]
- Musée des beaux-arts de Troyes : Paysage d'hiver, Soir d'automne[42],[60].
- Musée de Laon : Route de Chatillon (1923)[61].
- Mairie de Cenon : La fin des géants (1914)[25].
- Sous-secrétariat d'état de la marine marchande (Paris) : Le dégel, Chemin de halage[62].
- Ambassade de France au Liban (Beyrouth) : Notre-Dame de Paris[63],[64].

Chili
- Musée national des beaux-arts de Santiago (Santiago du Chili), Le Croisic (1920)

États-Unis d'Amérique
- Metropolitan Museum of Art (New York), Sous les peupliers (1924), Printemps (1925)

Brésil
- Musée du Brésil (Rio de Janeiro), Sortie de vèpres à Locronan (1925)

Argentine
- Musée national des beaux-arts d'Argentine (Buenos Aires), Sortie de vèpres à la Trinité (1926)

Allemagne
- Musée de Berlin Les hâleurs (1929)

Nouvelle-Zélande
- Musée de Nouvelle-Zélande (Auckland) Le dégel (1930)

Japon
- Musée de Tokyo, Rivière

## Postérité
- L'atelier du peintre à Paris au 242 boulevard Raspail dans la cité Nicolas-Poussin au cœur du quartier des ateliers d'artiste de Montparnasse existe toujours en 2013 et abrite plusieurs ateliers[65], parmi les célèbres artistes ayant eu un atelier dans cette cité on peut citer Pablo Picasso.
- La maison du peintre à Marcilly-sur-Seine près du Pont au 12 quai de Seine existe toujours en 2012 dans un état proche de celui du séjour du peintre.
- La maison où séjourna le peintre à Concarneau au 40 rue Mauduit-Duplessis existe toujours en 2012.

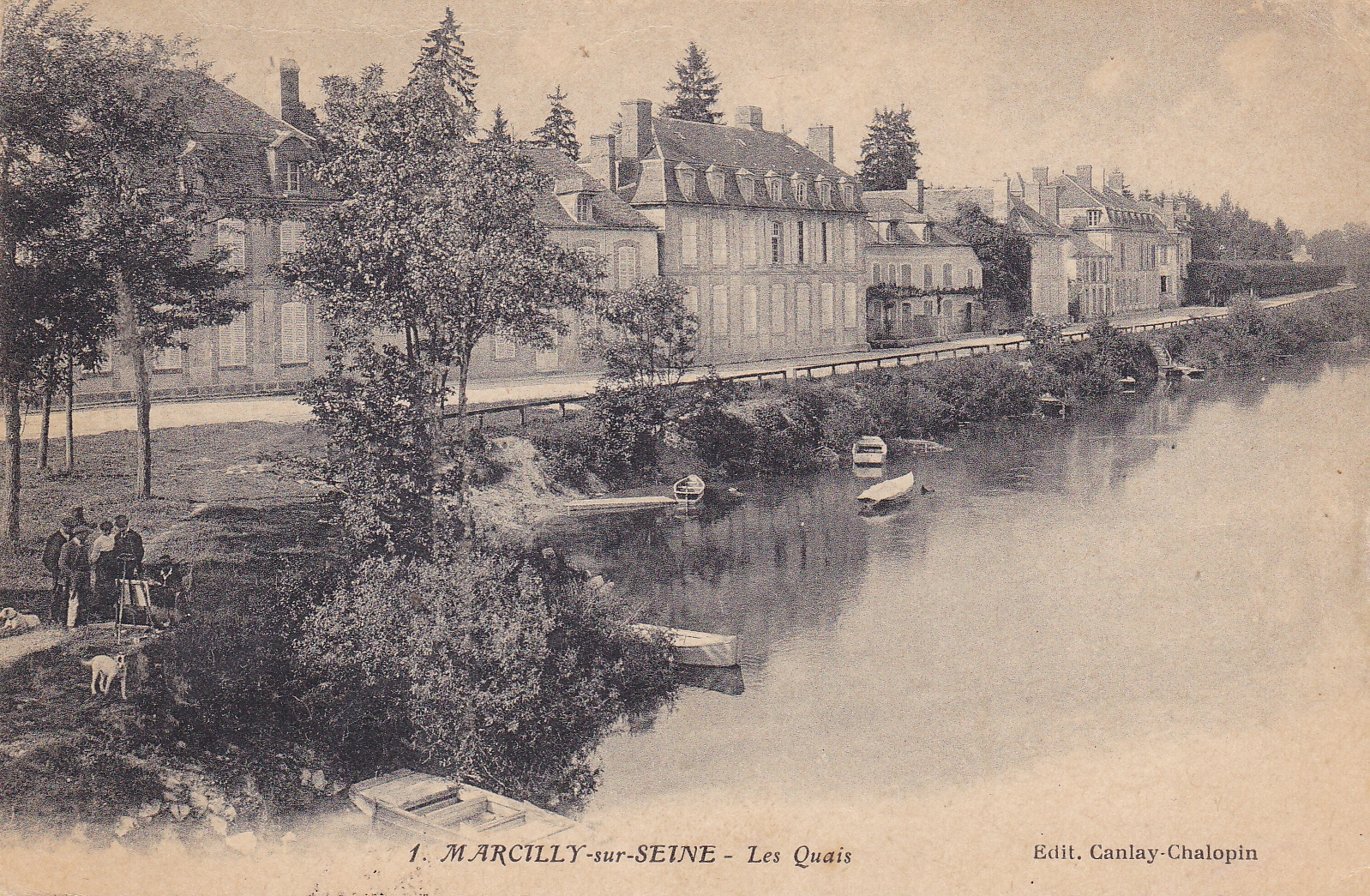
Marcilly-sur-Seine les quais Léon Broquet au chevalet ca 1900
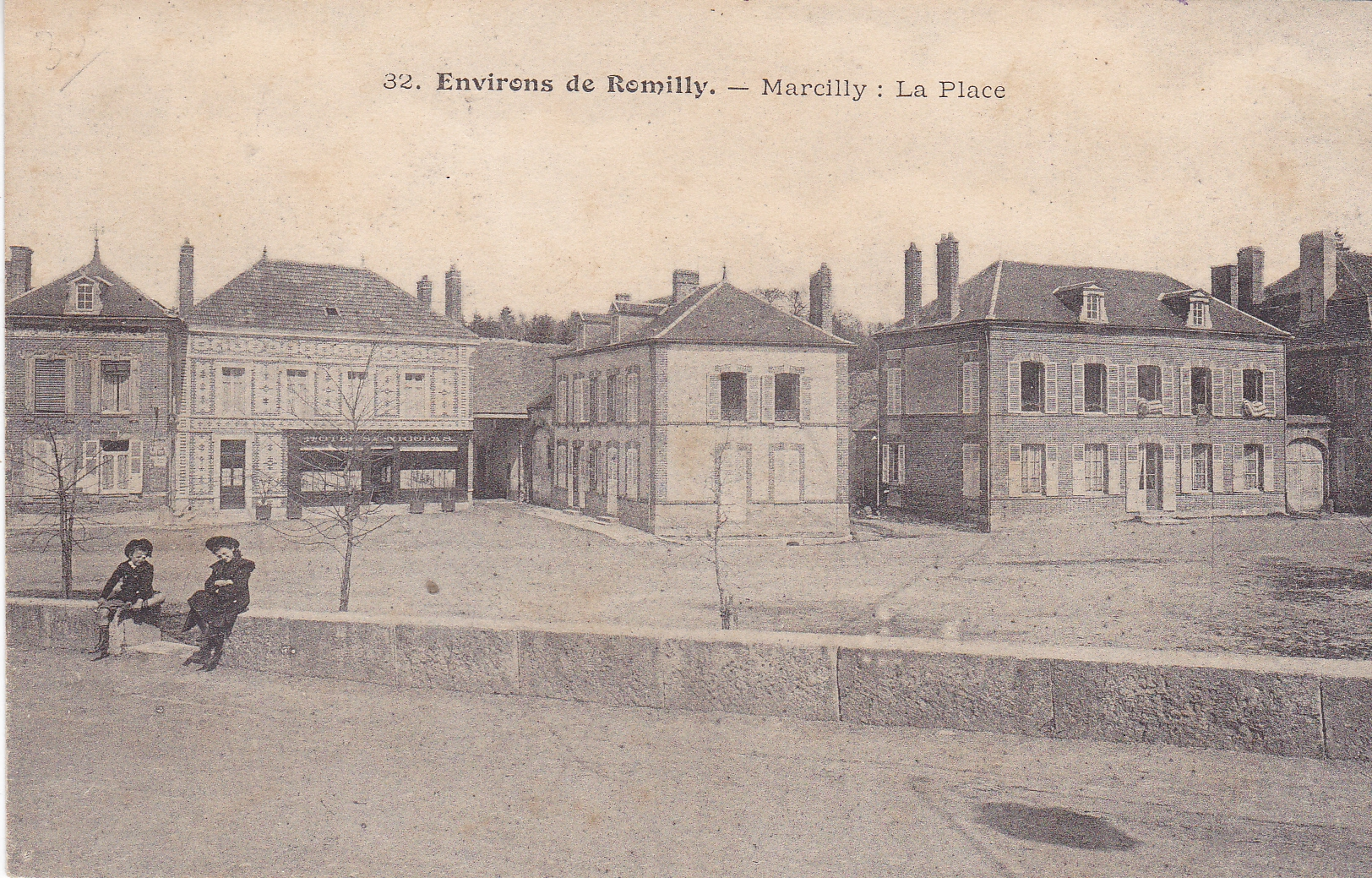
Marcilly-sur-Seine la maison de Léon Broquet ca 1900
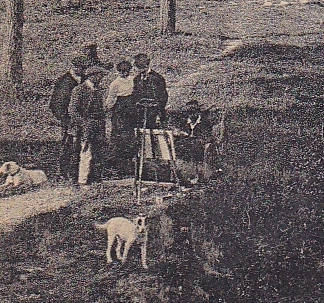
détail Léon Broquet au chevalet
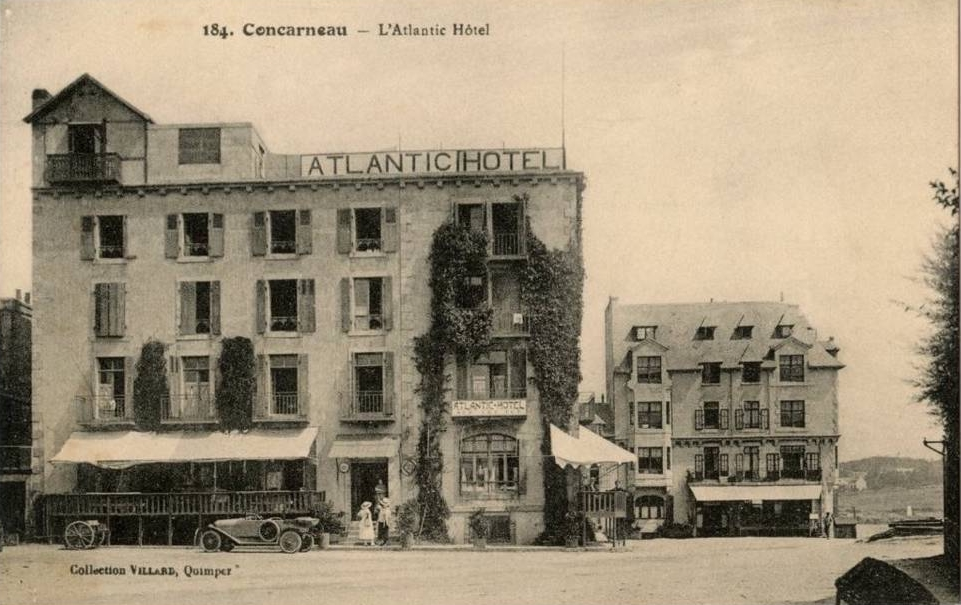
L'Atlantic Hôtel à Concarneau
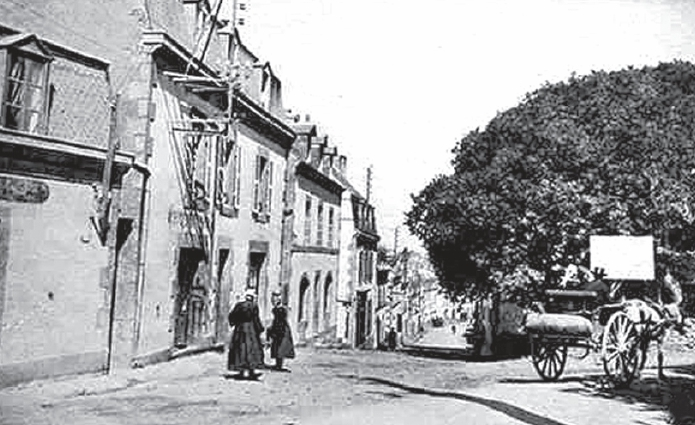
Maison de Léon Broquet rue Mauduit-Duplessis à Concarneau
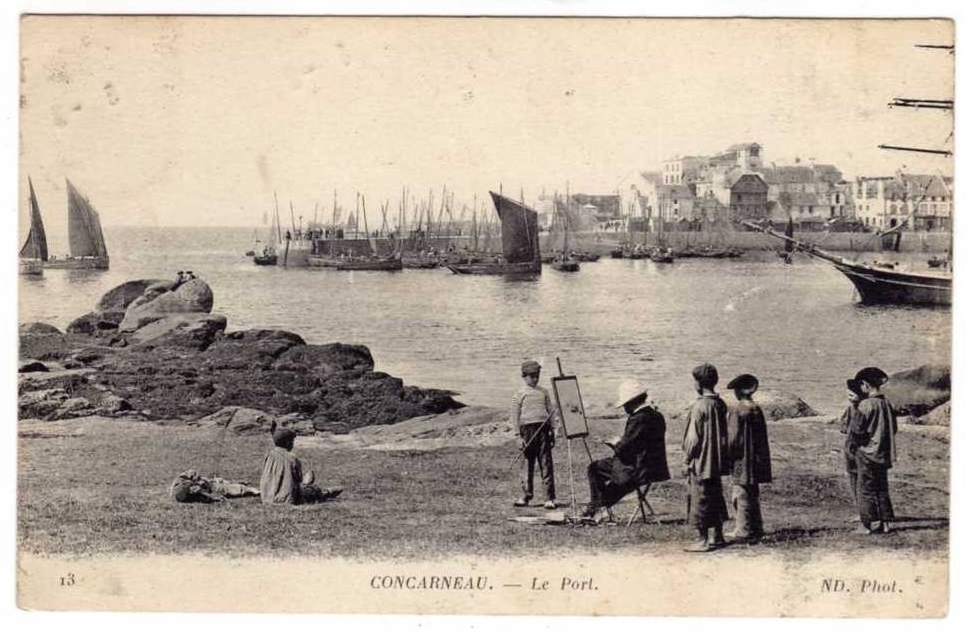
Concarneau le Port - peintre au chevalet
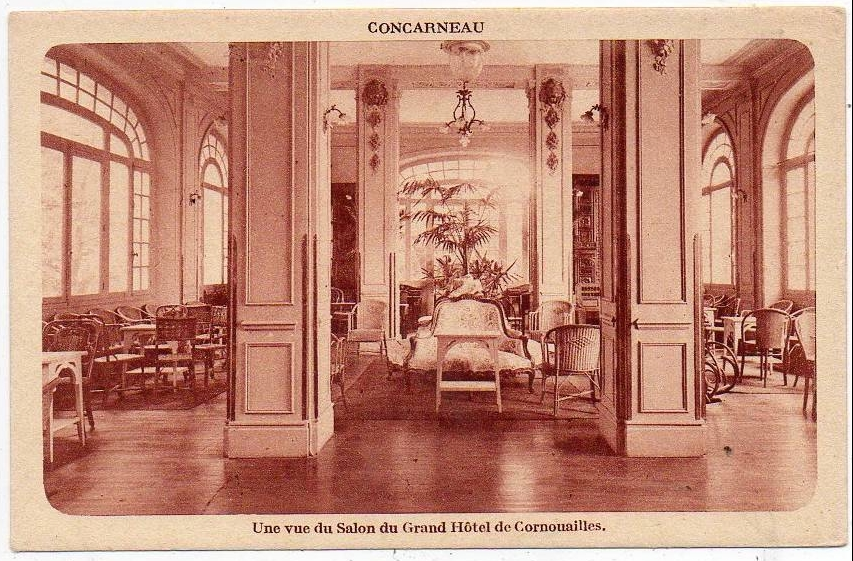
Grand Hôtel de Cornouailles Concarneau vue du salon
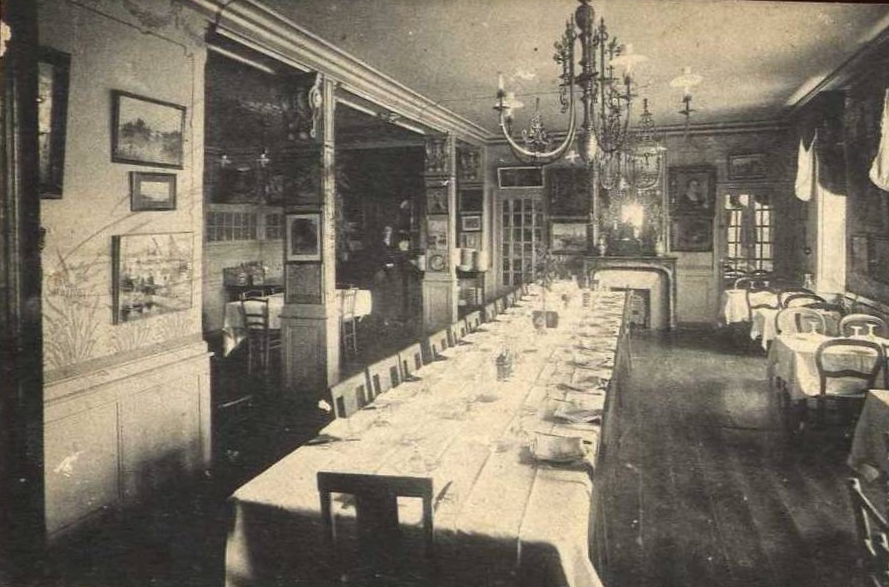
Salle de l'hôtel le Clinche Concarneau 1905
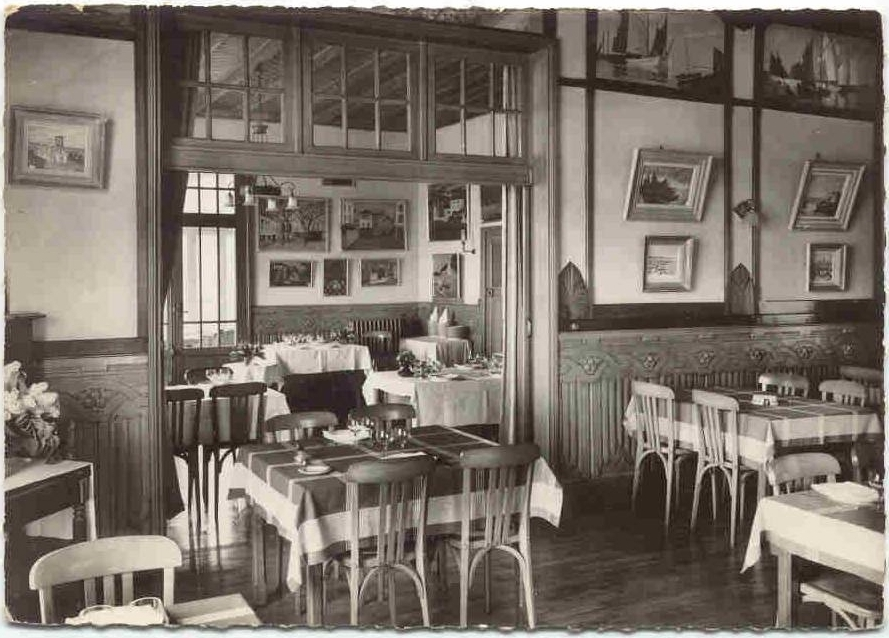
Frise par Léon Broquet Hôtel Ti Chupen Gwenn 1928
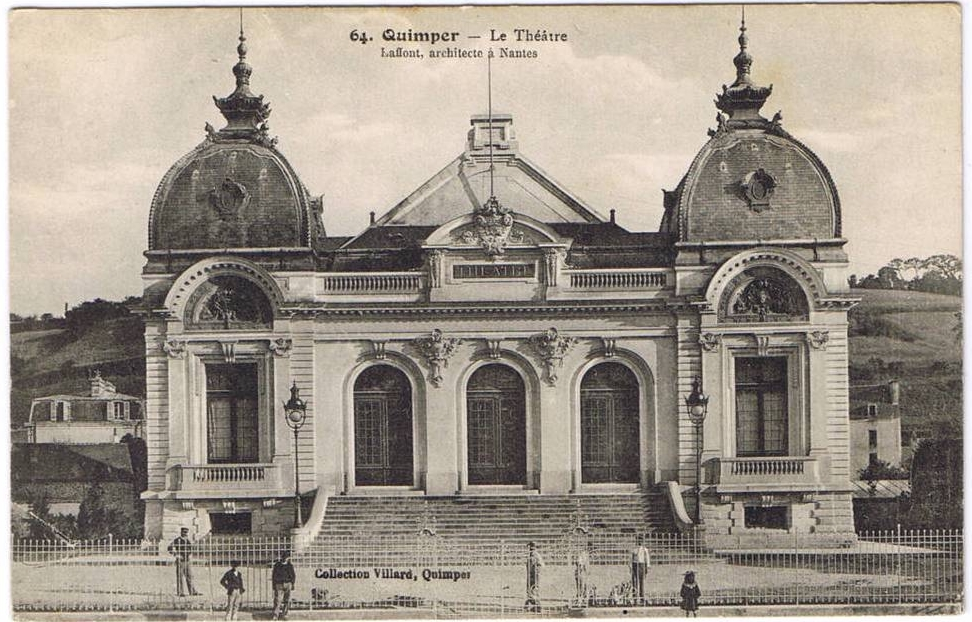
Théâtre municipal de Quimper décors de scène par Léon Broquet 1932
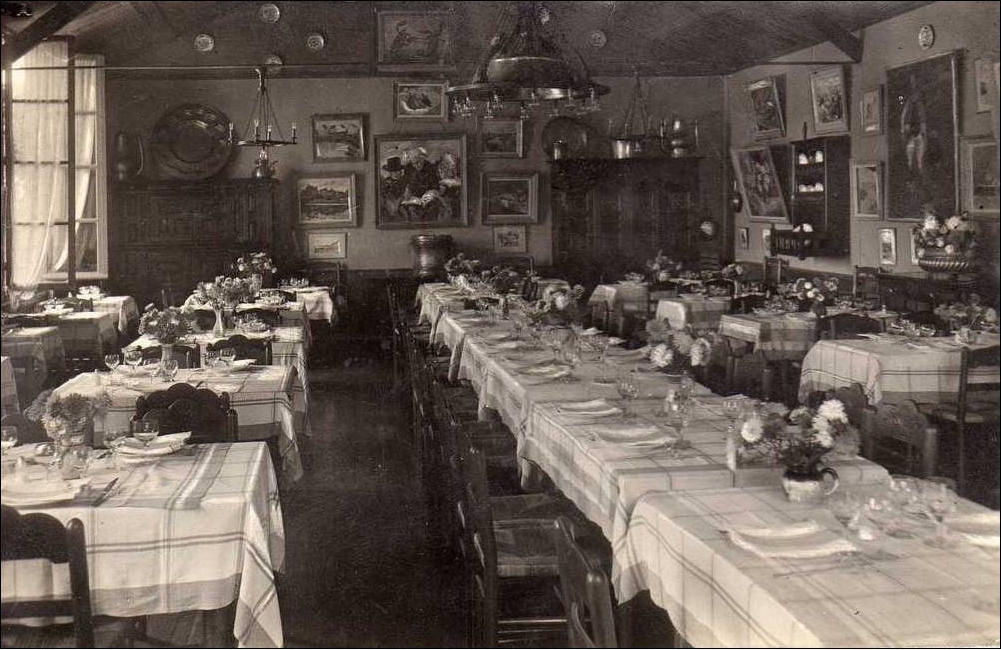
Salle du restaurant Chez Mélanie à Riec-sur-Bélon
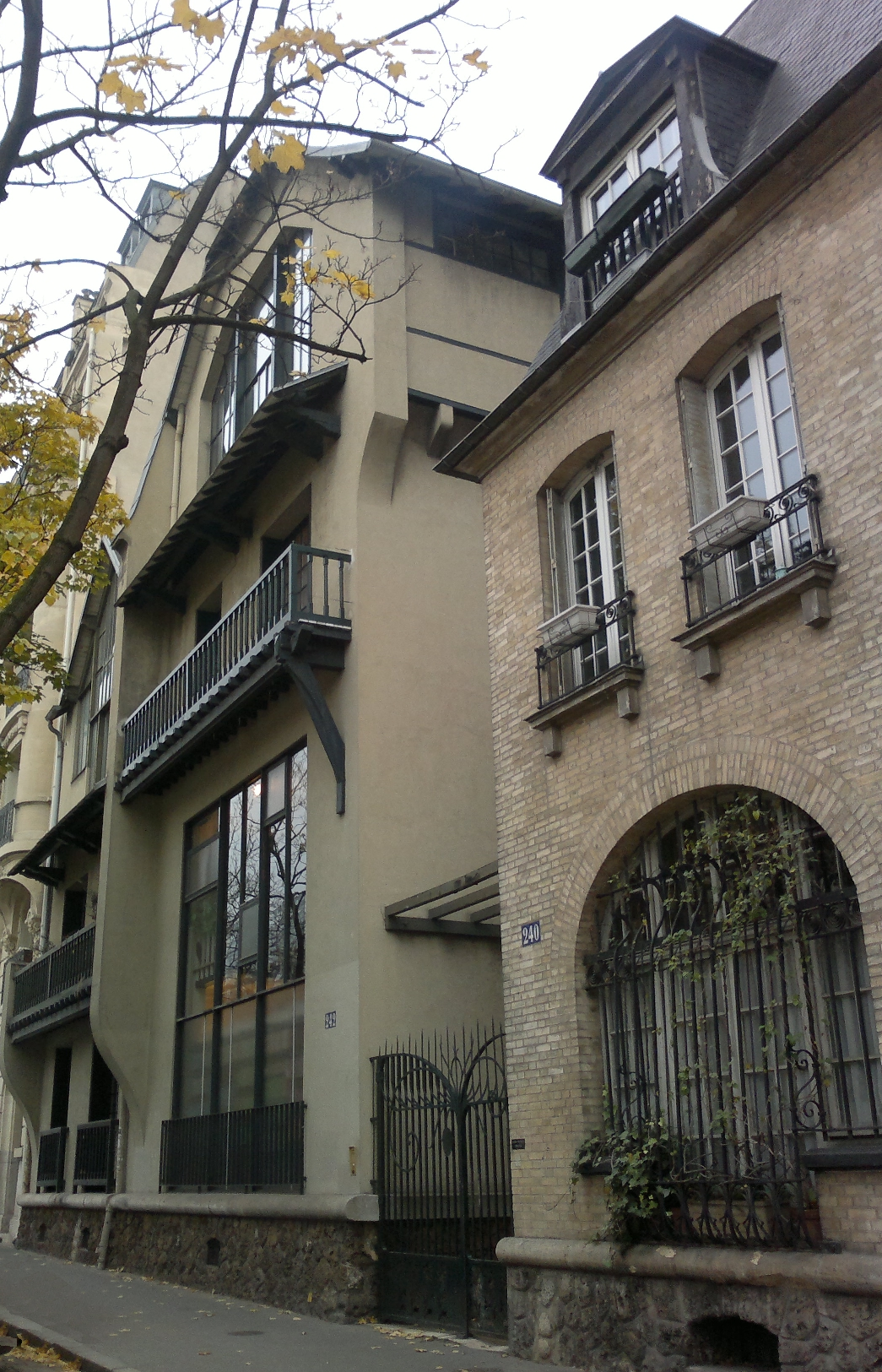
L'atelier de Léon Broquet cité Nicolas Poussin